# Языки Камеруна
В Камеруне насчитывается 286 языков. Они включают в себя 55 афразийских языков, два нило-сахарских языка, 4 убангийских языка, и 169 нигеро-конголезских языков. Эта последняя группа разделяется на один сенегамбийский язык (фульфульде), 28 языков адамава, и 142 бенуэ-конголезских языка (130 из них являются языками банту). 
По данным международной организации франкоязычных стран (МОФ) на 2022 год 41,17 % населения Камеруна владеет французским языком.
Английский и французский являются официальными, наследованными колониальным периодом Камеруна как колонии Великобритании и Франции с 1916 по 1960 годы. Нация стремится к двуязычию, но в действительности очень мало камерунцев говорят на обоих (французском и английском) языках, а многие и вовсе не говорят ни на одном из них. Правительство создало несколько двуязычных школ в попытке научить обоим языкам более равномерно. Камерун является членом Содружества наций и Франкофонии.
Большинство англоязычного населения Северо-Западной и Юго-Западной провинций говорят на камерунском варианте английского языка, как на лингва франка. Фульфульде выполняет ту же функцию на севере, а эвондо во многом в Центральной, Южной и Восточной провинций.
Смесь камерунских французского и английского языков (фр. Camfranglais) — новая форма связи пиджина, возникающего в городских районах и других территориях, где англофоны и франкофоны встречаются и взаимодействуют. Популярные певцы использовали гибридный язык и добавили ему популярности.
В образовании для глухих в Камеруне используется американский жестовый язык, который ввёл глухонемой американский миссионер Эндрю Фостер.
Существует мало литературы, радио и ТВ-программ на местных языках Камеруна. Тем не менее, большинство камерунских языков имеют алфавит или другую систему письменности, многие разработаны группами христианских миссионеров SIL International, которые также перевели Библию, христианские гимны и другие материалы. Общий алфавит для языков Камеруна был разработан в конце 1970-х как орфографическая система для всех языков Камеруна.
Султан Ибрагим Нджойя разработал письмо для языка бамум.

Стоит отметить, что немецкий язык, язык раннего колонизатора, уступил все свои права двум своим преемникам, однако немецкий язык вырос как иностранный язык, преподаваемый и используемый в Камеруне в последнее десятилетие, и сегодня около 300 000 камерунцев говорят и изучают немецкий язык как иностранный в Камеруне.